# بطرس السابع (بابا الإسكندرية)
بطرس السابع (بطرس الجاولي)بابا الإسكندرية وبطريرك الكنيسة القبطية رقم109 (24 كانون الأول / ديسمبر، 1809 - 5 نيسان / أبريل 1852).
ولد في قرية الجاولي في صعيد مصر، وعرف بمكاريوس بينما كان راهبا في دير القديس انطونيوس في البحر الأحمر.
تنيح البابا مرقس | فأجمع الكل على إقامته بابا وبطريرك الكرازة المرقسية باسم الأنبا بطرس، وذلك بعد ثلاثة أيام فقط من نياحة سلفه، وكان ذلك في عهد الوالى محمد علي باشا الكبير في 16 كيهك سنة 1526 ش (1809م). تمت السيامة في كنيسة مارمرقس الإنجيلي بالأزبكية بمصر.
رسم مطرانا عاما قبل أن يصبح البابا.
خلال فترة بابويته، بعد ضغط من الكنيسة الكاثوليكية، كثفت الكنيسة القبطية والبابا بطرس الجاولي نفسه الجهود في الوعظ والتدريس في مسائل الايمان والعقيدة. وتأسست العديد من المؤسسات الخاصة والمكتبات.
عندما بعث له قيصر روسيا مبعوث مع عرض لوضع الكنيسة القبطية تحت حمايته، رفض البابا بطرس الجاولي الاقتراح متسائلا «هل يعيش القيصر إلى الأبد؟» أجاب مبعوث قيصر روسيا أنه يموت مثل كل البشر، البابا أخبره أنه يفضل أن حامي الكنيسة ستكون هي الراعى الحقيقى ملك الملوك الم لا يموت.
بلغ المنصب البابوي شاغرا لأكثر قليلا من سنة خلفه،كيرلس الرابع.
وخلال بابويته، قتل سيدهم بشاي على أيدي المسلمين في دمياط.
قتله مكن من رفع الصليب علنا أثناء جنازة المسيحي المواكب لهذه الممارسة كانت ممنوعه.